# Phylloscopus poliocephalus
A Phylloscopus poliocephalus a verébalakúak (Passeriformes) rendjébe, ezen belül a füzikefélék (Phylloscopidae) családjába és a Phylloscopus nembe tartozó faj. 10–11 centiméter hosszú. A Maluku-szigetektől a Salamon-szigetekig él, az erdős területeket kedveli. Apró ízeltlábúakkal táplálkozik.

## Alfajai
- P. p. henrietta (Stresemann, 1931) – észak-Maluku-szigetek (Halmahera, Ternate);
- P. p. waterstradti (E. J. O. Hartert, 1903) – észak-Maluku-szigetek (Bacan-szigetek, Obi);
- P. p. everetti (E. J. O. Hartert, 1899) – dél-Maluku-szigetek (Buru);
- P. p. ceramensis (Ogilvie-Grant, 1910) – dél-Maluku-szigetek (Seram, Ambon);
- P. p. poliocephalus (Salvadori, 1876) – északnyugat-Új-Guinea;
- P. p. avicola (E. J. O. Hartert, 1924) – Kai;
- P. p. misoriensis (Meise, 1931) – Biak;
- P. p. albigularis (E. J. O. Hartert & Paludan, 1936) – középnyugat-Új-Guinea;
- P. p. paniaiae (Junge, 1952) – középnyugat-Új-Guinea;
- P. p. cyclopum (E. J. O. Hartert, 1930) – észak-Új-Guinea;
- P. p. giulianettii (Salvadori, 1896) – közép- és délkelet-Új-Guinea;
- P. p. matthiae (Rothschild & E. J. O. Hartert, 1924) – Bismarck-szigetek (Mussau);
- P. p. leletensis (Salomonsen, 1965) – Bismarck-szigetek (Új-Írország);
- P. p. moorhousei (Gilliard & LeCroy, 1967) – Bismarck-szigetek (Új-Britannia, Umboi);
- P. p. hamlini (Mayr & Rand, 1935) – Goodenough;
- P. p. bougainvillei (Mayr, 1935) – Salamon-szigetek (Bougainville);
- P. p. becki (E. J. O. Hartert, 1929) – kelet-Salamon-szigetek (Santa Isabel, Guadalcanal, Malaita).